# Světový pohár v biatlonu 2019/2020 – Nové Město na Moravě
7. podnik Světového poháru v biatlonu v sezoně 2019/2020 probíhal od 5. do 8. března 2020 ve Vysočina aréně v českém Novém Městě na Moravě. Předběžný program podniku uveřejnil organizátor, Český svaz biatlonu, v březnu 2019, později byly zaměněny závody mužů a žen a byly přidány i přesné časy stratu jednotlivých závodů.
Závody světového poháru se do Nového Města vrátily po roce, ale v zcela novém termínu: nyní se konají v březnu, po mistrovství světa. S pokrytím biatlonových tratí v tomto období pomohl zásobník sněhu, který zde byl v roce 2017 vybudován a v němž se uchovává sníh z minulé zimní sezóny.
Dne 2. března 2020 rozhodla Bezpečnostní rada státu, že z důvodů zabránění šíření Pandemie covidu-19 v Česku se tyto závody uskuteční bez diváků.

## Program závodů
Oficiální program:
| Datum     | Disciplína                       | Začátek (SEČ) | Počet závodníků |
| --------- | -------------------------------- | ------------- | --------------- |
| 5. března | Sprint (ženy)                    | 17:35         | 98              |
| 6. března | Sprint (muži)                    | 17:30         | 107             |
| 7. března | Štafety (ženy)                   | 14:00         | 23 týmů         |
| 7. března | Štafety (muži)                   | 17:00         | 26 týmů         |
| 8. března | Závod s hromadným startem (ženy) | 11:45         | 30              |
| 8. března | Závod s hromadným startem (muži) | 13:45         | 30              |

## Průběh závodů

### Sprinty
V závodě žen se Markétě Davidové podařilo před prázdnými tribunami potřetí v tomto ročníku stanout na stupních vítězů. Závod rozjela nejlépe Němka Denise Herrmannová, která startovala mezi prvními. V těžkých střeleckých podmínkách, kdy vítr měnil velmi rychle směr i rychlost, dokázala zastřílet obě položky rychle. K tomu přidala jako v mnoha jiných závodech rychlý běh a po dojezdu do cíle se dlouho udržovala s náskokem na prvním místě. Markéta Davidová běžela také velmi rychle. Když však při první střelbě nezasáhla jeden terč, klesla do druhé desítky pořadí, ale brzy ztrátu dojela, vstoje zastřílela bezchybně a do posledního kola odjížděla na druhém místě se ztrátou 32 vteřin na Herrmannovou. Pak sice zpomalila, přesto dojela průběžně druhá, ale se ztrátou téměř 50 vteřin. Těsně po ní jela Francouzka Anaïs Bescondová, která neudělala na střelnici žádnou chybu a dostala se před Davidovou. Tu pak ještě ohrožovala Finka Mari Ederová, která však nedokázala 20vteřinový náskok Davidové v posledním kole dohnat. Ostatním českým reprezentantkám se nedařilo: body získala už jen Lucie Charvátová, které s třemi nezasaženými terči dojela na 39. místě. „Myslím si, že je to úžasné a zároveň smutné. Když si představím, co by se za normálních okolností dělo… Mám radost za Markétu, ale jinak radost nemám," komentoval medaili bez diváků předseda českého biatlonu Jiří Hamza.
Také v závodu mužů se česká reprezentace dočkala výborného výsledku, i když oproti ženám ne medailového. Do průběžného pořadí se brzy dostal Francouz Quentin Fillon Maillet, který čistě střílel, velmi rychle běžel a dojel do cíle s velkým náskokem. Brzy po něm jel Nor Tarjei Bø, který také čistě střílel, ale neběžel tak rychle, takže dojel na průběžně druhém místě. Všechny však předjel favorit závodu další Nor Johannes Thingnes Bø. Střílel čistě, v každém kole byl nejrychlejší a zaslouženě zvítězil. Vedoucí závodník Světového poháru Martin Fourcade běžel také rychle, ale nezasáhl jeden terč při první střelbě a střílel pomaleji – skončil tak šestý.
Michal Krčmář začal závod pomaleji, ale zrychlil po bezchybné položce vleže. Čistě zastřílel i vstoje a odjížděl jako sedmý. V posledním kole jel rychleji než Martin Fourcade, Jakov Fak a Émilien Jacquelin, v průběžném pořadí se dostal před ně a dojel na konečném čtvrtém místě, což bylo jeho nejlepší umístění ve Světovém poháru za poslední tři roky. Smůlu měl Jakub Štvrtecký – po bezchybné střelbě vleže upadl v polovině druhého kola v tzv. „Bouškově zatáčce“ a rozbil si pažbu. Přesto s náhradní zbraní zastřílel i vstoje čistě a dokončil jako druhý z českých závodníků na 31. místě. Ondřej Moravec sice s jednou chybou dojel na 42. pozici; v průběžném pořadí Světového poháru však neklesl a vybojoval si tak účast v nedělním závodu s hromadným startem. Sprint byl podle reportérů zřejmě posledním individuálním závodem v kariéře pro Michala Šlesingra. Ten při každé střelbě udělal po jedné chybě a dojel na 58. místě.

### Štafety
V závodě žen se zpočátku udržovaly v popředí Italky, ale když Federica Sanfilippová v druhém úseku vleže třikrát chybovala, dostaly se do čela Ukrajinky. Vedly průběžné pořadí s malou přestávkou až do poslední střelby, kdy však Olena Pidhrušná musela na trestné kolo. Toho využily Norky (které se až do šesté střelecké položky propadaly), a i když do posledního kola vyjížděla Tiril Eckhoffová s náskokem jen čtyři vteřiny na Francouzku Anaïs Bescondovou, dokázala jí ujet a zvítězit před ní o téměř půl minuty. Třetí dojely Němky, když Denise Herrmannová před posledním stoupáním předjela ukrajinskou i ruskou štafetu. České reprezentantky začaly dobře, Jessica Jislová udělala tři chyby na střelnici, ale solidním během zvláště v posledním kole se dokázala dostat na osmé místo se ztrátou 40 vteřin. Markéta Davidová však po bezchybné střelbě vleže udělala vstoje čtyři chyby, jela trestné kolo a jen díky nejlepšímu běžeckému času předávala stále na osmém místě se stejnou ztrátou. Lucie Charvátová musela po střelbě vleže i vstoje absolvovat po jednom trestném kole a klesla na 10. místo. Eva Puskarčíková na posledním úseku na trestné kolo nemusela, ale na obě položky potřebovala všechny náhradní náboje, a tak českou štafetu neposunula výše a zůstala tak desátá.
Závod mužů byl posledním závodem kariéry pro Michala Šlesingra. Jel na prvním úseku, vleže udělal jednu chybu, ale vstoje zastřílel svoji poslední položku čistě a předával na sedmém místě. Ondřej Moravec po něm udělal také jen jednu chybu vleže a po rychlé jízdě v posledním kole předával Jakubovi Štvrteckému na čtvrtém místě. Ten jel také rychle, na střelby vleže i vstoje přijížděl vždy na druhém místě, ale vstoje zasáhl osmi ranami jen dva terče. Po třech trestných kolech klesl o deset míst. Michal Krčmář pak vleže přidal další trestné kolo a přes rychlý běh zlepšil pozici české štafety jen na 12. místo. Zvítězila norská štafeta, která se od druhé předávky udržovala v čele a které pak Tarjei Bø na předposledním a Johannes Thingnes Bø na posledním neustále náskok navyšovali. Druzí dojeli Ukrajinci – celý závod se udržovali mezi prvními, ale rozhodující byla celkově dobrá střelba (jen pět nezasažených terčů) a nejrychlejší běh Dmytro Pidručného v posledním kole. Dostali se tak na stupně vítězů po devíti letech. Kromě pátého místa německé štafety bylo největším překvapením až 15. pozice francouzských biatlonistů, kdy  Émilien Jacquelin na druhém úseku nevystřílel všechny náboje, za což byl penalizován dvěma trestnými minutami.

### Závody s hromadným startem
V závodu žen měla smůlu jediná česká startující Markéta Davidová. Nejdříve při příjezdu k první střelbě upadla. Ztratila ale jen málo a navíc pak zastřílela čistě, takže odjížděla na 10. místě. Také při druhé položce vleže neudělala žádnou chybu a posunula se na čtvrté místo. Pak se však začaly projevovat problémy s lyžemi – v každém kole ztrácela na nejlepší běžkyně stále více, až v posledním přes půl minuty. Navíc při obou střelbách vstoje udělala po dvou chybách, takže se v pořadí propadala a dojela dvacátá. V čele jela od druhé střelby Norka Tiril Eckhoffová, která čistě střílela a i v běhu se udržovala mezi nejlepšími. Při závěrečné střelbě sice minula jeden terč, ale měla už takový náskok, že jí žádná ze soupeřek nepředjela. Druhé a třetí místo obsadily Švédka Hanna Öbergová a Němka Franziska Preussová, které jako jediné z prvních deseti závodnic zastřílely poslední položku čistě.
V závodě mužů zvítězil největší favorit Nor Johannes Thingnes Bø, i když tentokrát nebylo jeho vítězství tak suverénní jako v mnoha předchozích závodech. Při každé z prvních tří střeleb udělal po jedné chybě, ale vždy se mu podařilo dřív nebo později dojet vedoucí závodníky a střílet společně s nimi. Až poslední střelbu zvládl bezchybně o odjížděl z ní čtyři vteřiny za jediným celkově čistě střílejícím, Francouzem Émilienem Jacquelinem. Toho však u prvního mezičasu předjel a s jistotou zvítězil. O třetí místo celé poslední kolo bojovala skupina čtyř závodníků, z nichž nejvíce sil měl v posledním stoupání Němec Arnd Peiffer. Českým reprezentantům se nedařilo: Ondřej Moravec i Michal Krčmář udělali po třech chybách na střelnici, a protože ani jim nejely nejrychleji lyže, skončili na 19. a 20. pozici.

## Umístění na stupních vítězů

### Muži
| Disciplína                        | První místo                                                                    | Výkon     | Druhé místo                                                          | Výkon     | Třetí místo                                                               | Výkon     |
| Sprint (10 km)                    | Johannes Thingnes Bø                                                           | 24:56,8   | Quentin Fillon Maillet                                               | 25:19,6   | Tarjei Bø                                                                 | 25:57,9   |
| Závod s hromadným startem (15 km) | Johannes Thingnes Bø                                                           | 39:32,7   | Émilien Jacquelin                                                    | 39:47,8   | Arnd Peiffer                                                              | 39:57,7   |
| Štafeta (4×7,5 km)                | Norsko Vetle Sjåstad Christiansen Johannes Dale Tarjei Bø Johannes Thingnes Bø | 1:10:25,3 | Ukrajina Artem Pryma Serhij Semenov Ruslan Tkalenko Dmytro Pidručnyj | 1:11:03,5 | Švédsko Sebastian Samuelsson Jesper Nelin Peppe Femling Martin Ponsioulma | 1:11:08,6 |

### Ženy
| Disciplína                          | První místo                                                                           | Výkon     | Druhé místo                                                                   | Výkon     | Třetí místo                                                                        | Výkon     |
| Sprint (7,5 km)                     | Denise Herrmannová                                                                    | 18:51,0   | Anaïs Bescondová                                                              | 19:18,2   | Markéta Davidová                                                                   | 19:40,7   |
| Závod s hromadným startem (12,5 km) | Tiril Eckhoffová                                                                      | 34:00,8   | Hanna Öbergová                                                                | 34:26,1   | Franziska Preussová                                                                | 34:33,2   |
| Štafeta (4×6 km)                    | Norsko Karoline Knottenová Ida Lienová Ingrid Landmark Tandrevoldová Tiril Eckhoffová | 1:09:14,8 | Francie Julia Simonová Justine Braisazová Chloé Chevalierová Anaïs Bescondová | 1:09:43,5 | Německo Karolin Horchlerová Vanessa Hinzová Franziska Preussová Denise Herrmannová | 1:10:11,8 |

## Pořadí zemí
| Pořadí | Země     | 1. místo | 2. místo | 3. místo | Celkově |
| ------ | -------- | -------- | -------- | -------- | ------- |
| 1.     | Norsko   | 5        | 0        | 1        | 6       |
| 2.     | Německo  | 1        | 0        | 3        | 4       |
| 3.     | Francie  | 0        | 4        | 0        | 4       |
| 4.     | Švédsko  | 0        | 1        | 1        | 2       |
| 5.     | Ukrajina | 0        | 1        | 0        | 1       |
| 6.     | Česko    | 0        | 0        | 1        | 1       |
|        | Celkem   | 6        | 6        | 6        | 18      |